# Richard Longenecker
Richard N. Longenecker (Mishawaka, 21 luglio 1930 – Brantford, 7 giugno 2021) è stato un biblista statunitense.

## Biografia
Longenecker ha studiato al Wheaton College, dove ha conseguito il bachelor of arts nel 1953 e il master of arts nel 1956. Ha poi completato i suoi studi all'Università di Edimburgo, conseguendo il Ph.D. nel 1959. Fino al 1963 ha insegnato al Wheaton College, poi ha insegnato alla Trinity Evangelical Divinity School fino al 1972, anno in cui si è trasferito in Canada. Dal 1972 al 1994 ha insegnato Nuovo Testamento al Wycliffe College a Toronto, dal 1994 al 2001 al McMaster Divinity College a Hamilton. Rientrato nel 2002 negli Stati Uniti, ha insegnato al Bethel Theological Seminary vicino a St. Paul prima di ritirarsi dall'insegnamento. Longenecker ha scritto una ventina di libri e circa cinquanta articoli.

## Libri principali
- The Ministry and Message of Paul, Zondervan, 1971
- New Testament Social Ethics for Today, Eerdmans, 1984
- Galatians, Thomas Nelson, 1990
- The Christology of Early Jewish Christianity, Regent College Publishing, 1994
- Patterns of Discipleship in the New Testament, Eerdmans, 1996
- Road from Damascus: The Impact of Paul's Conversion on His Life, Thought, and Ministry, Eerdmans, 1997
- Biblical Exegesis in the Apostolic Period, Eerdmans, 1999
- New Wine into Fresh Wineskins: Contextualizing the Early Christian Confessions, Hendrickson, 2000
- Into God's Presence: Prayer in the New Testament, Eerdmans, 2001
- The Challenge of Jesus' Parables, Eerdmans, 2001
- Community Formation: In the Early Church and in the Church Today, Baker Academic, 2002
- Paul, apostle of liberty, Regent College Publishing, 2003
- Contours Of Christology In The New Testament, Eerdmans, 2005
- Studies in Paul, Exegetical and Theological, Sheffield Phoenix Press, 2006
- Studies in Hermeneutics, Christology and Discipleship, Sheffield Phoenix Press, 2006
- Introducing Romans: Critical Concerns in Paul's Most Famous Letter, Eerdmans, 2011
- Paul, Apostle of Liberty: The Origin and Nature of Paul's Christianity, Eerdmans, 2015
- The Epistle to the Romans, Eerdmans, 2016